# Polyommatus amurensis
Polyommatus amurensis är en fjärilsart som beskrevs av Otto Staudinger. Polyommatus amurensis ingår i släktet Polyommatus och familjen juvelvingar. Inga underarter finns listade i Catalogue of Life.